# Ame-no-Minakanushi
Ame-no-Minakanushi (天之御中主?, lett. "Dio ancestrale celeste del cuore originario dell'universo") è una kami della mitologia giapponese, raffigurata nel Kojiki e nel Nihon shoki come la prima o una delle prime divinità (Kotoamatsukami) che si manifestarono dopo la creazione del cielo e della terra.

## Descrizione
È il primo dio ad apparire nel Kojiki, uno dei primi tre dei ad apparire al momento della creazione dell'universo, e un amatsukami (kami del cielo). Non è menzionato nella versione ufficiale del Nihon shoki, ma è descritto come Ame-no-Minakanushi-no-Mikoto (天御中主尊?) in una sua variante (il quarto libro della prima sezione).

## Mito

### Kojiki
Il Kojiki descrive Ame-no-Minakanushi come il primo dio ad apparire nel regno celeste di Takamagahara dopo l'emersione del cielo e della terra dal caos primordiale:
(Kojiki)
Dopo di loro, apparvero Umashi'ashikabihikoji-no-Kami e Amenotokotachi-no-Kami, ma erano anche loro divinità solitarie e si nascosero. Questi cinque dei sono chiamati Kotoamatsukami. A differenza delle generazioni successive di kami, i primi sette dei erano "singoli" o "solitari" in quanto vennero all'esistenza senza controparti, e sono descritti come se nascondessero la loro presenza al momento della loro apparizione.

### Nihon shoki
Non se ne fa menzione nel testo principale del Nihon shoki, ma solo in una sua variante:
(Nihon shoki)
Il primo kami ad apparire è Kunitokotachi-no-Mikoto, seguito da Kuninosatsuchi-no-Mikoto, e poi si legge: "Si dice anche che il nome del dio nato a Takamagahara sia  Ame-no-Minakanushi-no-Mikoto". Da questa descrizione, non è chiaro quale dei due dei sia apparso per primo. Tuttavia, un altro libro afferma che il primo dio ad apparire fu Kuninotokotachi- no-Mikoto, poi apparve Umashikabihikoji-no-Mikoto e dopo Amenotokotachi-no-Mikoto.
Nel Sendai Kuji Hongi, la prima divinità ad apparire si chiama 'Ame-Yuzuruhi-Ame-no-Sagiri-Kuni-Yuzurutsuki-Kuni-no-Sagiri-no-Mikoto' (天譲日天狭霧国禅月国狭霧尊?). Qui, Ame-no-Minakanushi - dato lo pseudonimo di 'Ame-no-Tokotachi-no-Mikoto' (天常立尊? il nome di un kami distinto nel Kojiki)) - insieme alla divinità Umashi-Ashikabi-Hikoji (宇摩志阿斯訶備比古遅神?) viene invece conteggiata come la prima generazione emersa dopo questo dio.